# ケイト・テイラー
ケイト・テイラー（Kate Taylor、1949年8月15日-）はマサチューセッツ州ボストン出身のアメリカのシンガーソングライター。5度のグラミー賞に輝く著名なシンガーソングライター、ジェームス・テイラーの妹である。

## バイオグラフィー
テイラーはボストンで生まれ、四人の兄弟と共に父親のアイザック・テイラーがノースカロライナ大学医学部長を務めたノースカロライナ州チャペルヒルで育った。母親のトゥルーディーはマサチューセッツ州ニューベリーポートで育ち、ボストンでソプラノ・リリコとしての訓練を受けた。
テイラーは15歳で最初のバンドを結成し、その4年後にアトランティック・レコードと最初の録音契約を結んだ。1971年に当時のマネージャーだったピーター・アッシャーのプロデュースにより、デビューアルバム『シスター・ケイト』(Sister Kate)をリリースする。セルフタイトルの1978年のセカンドアルバム『ケイト・テイラー』(Kate Taylor)は、兄のジェームスとコロンビア・レコードのルー・ハンによってプロデュースされた。翌年、有名なマッスル・ショールズ・スタジオのバリー・ベケットのプロでユースで『ケイト・テイラーズ・クック・ブック』(It's in There)をリリースした。

## ディスコグラフィー
- 『シスター・ケイト』 Sister Kate (1971)
- 『ケイト・テイラー』 Kate Taylor (1978)
- 『ケイト・テイラーズ・クック・ブック』 It's in There (1979)
- Beautiful Road (2003)
- Kate Taylor Live at The Cutting Room (2005)
- Fair Time!  (2009)

### コンピレーションアルバムへの参加
- Strong Hand of Love 、マーク・ハード・トリビュート 1994
- Orphans of God 、マーク・ハード・トリビュート 1994
- Follow That Road, 1994
- In Harmony: A Sesame Street Record, 1980